# Euphaedra rubronotata
Euphaedra rubronotata är en fjärilsart som beskrevs av Sharpe 1891. Euphaedra rubronotata ingår i släktet Euphaedra och familjen praktfjärilar. Inga underarter finns listade i Catalogue of Life.